# Spilosmylus majalis
Spilosmylus majalis is een insect uit de familie watergaasvliegen (Osmylidae), die tot de orde netvleugeligen (Neuroptera) behoort. 
Spilosmylus majalis is voor het eerst wetenschappelijk beschreven door Navás in 1925. De soort komt voor in Nieuw-Guinea.